# Flávio Lúcio Dextro
Flávio Lúcio Dextro (em latim: Flavius Lucius Dexter) foi um historiador do século IV d.C. e amigo de São Jerônimo. Era filho de São Paciano, um servidor do Império Romano. A ele foi dedicada a obra De Viris Illustribus, de Jerônimo. Além disso, ele foi um dos biografados por ele na mesma obra (cap. 132).

## Vida e obra
Flávio teria sido o autor de uma crônica hoje conhecida como Chronicon de Pseudo-Dexter, que era na realidade um farsa, uma de uma série perpetrada por Román de la Higuera (1538-1611), incluindo uma continuação da "De Viris..." atribuída a Marco Máximo, como concordam hoje os estudiosos. A autoria suspeita já era amplamente reconhecida desde a obra do biógrafo espanhol Nicolás Antônio, Censura de historias fabulosas, publicada em 1742, e dúvidas já existiam sobre estes falsos chronicones antes de 1600, mas a controvérsia continuou até o final do século dezoito. O monge cisterciense François de Bivar (Bivário) publicou um comentário e uma forte defesa da autoria de Flávio em Lyon, em 1627, e referências posteriores ao Chronicon como sendo genuíno foram comuns